# Caligo arisbe
Caligo arisbe är en fjärilsart som beskrevs av Jacob Hübner 1820-1826. Caligo arisbe ingår i släktet Caligo och familjen praktfjärilar. Inga underarter finns listade i Catalogue of Life.

## Bildgalleri

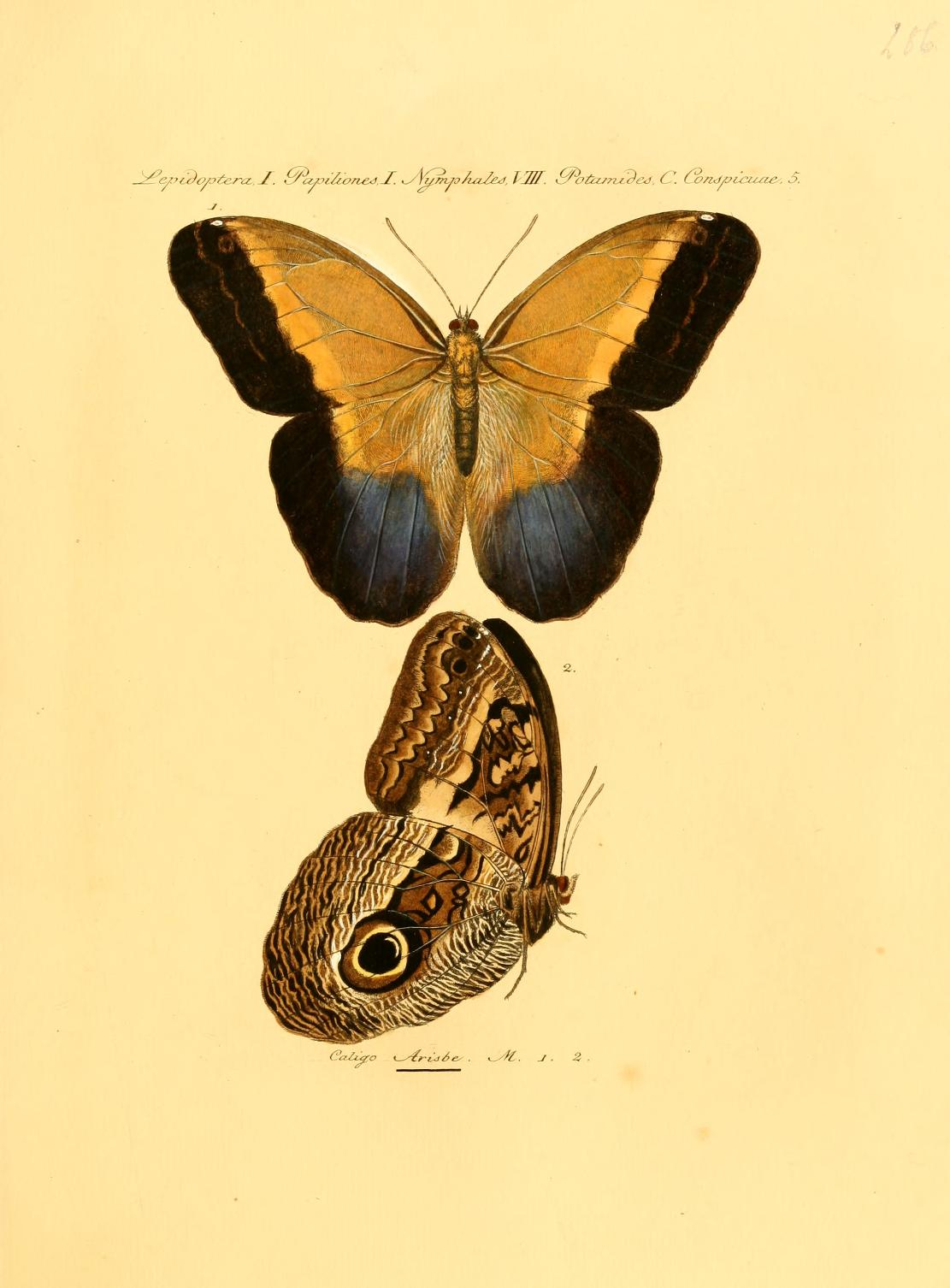